# كوتيس دي فير
كوتيس دي فير هي مدينة من مدن هايتي، في دائرة بانيت ضمن الإدارة الجنوب شرقية، يبلغ عدد سكانها 33,577 نسمة وذلك حسب إحصائيات سنة 2003، ويبلغ ارتفاع المدينة عن سطح البحر قرابة 20 متر.